# Urzicuța
Urzicuța – wieś w Rumunii, w okręgu Dolj, w gminie Urzicuța. W 2011 roku liczyła 2544 mieszkańców.